# Памятник Антону Чехову (Томск)
Памятник А. П. Чехову находится в Томске на Набережной реки Томи.

## История
Бронзовый двухметровый памятник А. П. Чехову установлен 20 августа 2004 года в честь 400-летия Томска на набережной реки Томь недалеко от устья реки Ушайки. Автор памятника — скульптор Леонтий Усов, литейщик Максим Петров. Памятник создан на народные средства,  одними из первых жертвователей стали: мэр города Александр Макаров, его заместитель Сергей Лазарев, управляющий томским филиалом Росбанка Чингис Акатаев, а также владелец ресторана «Славянский базар» Владимир Бурковский.

Писатель изображён в гротескном и карикатурном виде: в пальто, нелепой шляпе, перекошенных очках, босиком с непропорционально большими ногами. За спиной у писателя зонт. Надпись на постаменте гласит: 
Антон Павлович в Томске глазами пьяного мужика, лежащего в канаве и не читавшего «Каштанку»
Таким образом Томск «отомстил» Чехову, который, неделю побывав в городе в 1890 году проездом на Сахалин, весьма нелестным образом о нём отозвался:
Томск гроша медного не стоит… Скучнейший город… и люди здесь прескучнейшие… Город нетрезвый… Грязь невылазная… на постоялом дворе горничная, подавая мне ложку, вытерла её о зад… Обеды здесь отменные, в отличие от женщин, жестких на ощупь…
Следует сказать, что писатель изображён босым, так как потерял обувь в непролазной томской грязи, а похвала томским обедам нашла признание в том, что памятник установлен как раз напротив ресторана «Славянский базар», где Чехов трапезничал. К иронии к Чехову примешана изрядная доля самоиронии томичей: таким писателя действительно мог увидеть только пьяный мужик из канавы.
Памятник — не цельнолитой, состоит из нескольких деталей: ручка зонтика приварена к корпусу как отдельная часть; пенсне отливали вместе с головой писателя.
Мнения о памятнике расходятся. Одни говорят об оскорблении памяти великого писателя и требуют снести памятник, для других он является несомненной популярной городской достопримечательностью: горожане и гости Томска приходят сюда сфотографироваться, а студенты считают необходимым потереть нос скульптуры перед экзаменом, вследствие чего нос блестит на солнце.
Автор памятника рад, что его творчество никого не оставляет равнодушным (одни — хвалят, другие — ругают). Он считает, что Чехов его юмор наверняка бы оценил: 

«Это отражение. Идея-то очень простая, добра, смешна. Антон Палыч ведь подписывался — „Человек без селезенки“, Антоша Чехонте, и прочее. Он позволял это по отношению к другим кстати»— 
.
В ответ на замечания, что «Не ходил Чехов босым, не было у него залысины, не носил он в те годы пенсне» Леонтий Усов цитирует письмо Антон Палыча сестре от 7 апреля 1887 года:

«Потом прогулка по платформе, барышни. В крайнем окне второго этажа сидит барышня (или дама — черт её знает) — в белой кофточке. Томная, красивая. Я гляжу на неё. Она — на меня. Надеваю пенсне!»— 
Ежегодно около памятника проводятся традиционные «Чеховские пятницы».
Изображение памятника Чехову использовалось в оформлении телевизионной заставки к трансляциям матчей российской футбольной Премьер-лиги на НТВ-Плюс.
Памятник Чехову растиражирован на различной сувенирной продукции: магнитах, кружках, футболках, календарях. В сувенирных киосках Томска продаются миниатюрные копии скульптуры.
В июне 2006 года памятник пострадал от вандалов — была отломана ручка зонтика.